# چنهسن (مینه‌سوتا)
چنهسن (به انگلیسی: Chanhassen) شهری در شهرستان کاور ایالت مینه‌سوتا در کشور ایالات متحده آمریکا است که جمعیت آن در سرشماری سال ۲۰۱۰ میلادی، ۲۲۹۵۲ نفر بوده‌است.